# Park Lane 7
Park Lane 7 war eine 1997 gegründete Rockband aus dem Bad Mergentheimer Ortsteil Wachbach.

## Geschichte
Die Band wurde 1997 unter dem Namen Nevermind von Daniel Striffler (Gesang, Gitarre), Neal Murphy (Gitarre), Wolfgang Bürckert (Bass) und Christian Heigl (Schlagzeug) gegründet.
1998 gewann die Band den Bandwettbewerb von Radio Ton. Kurze Zeit nach diesem Erfolg brachte die Band ihre erste EP namens Good Times auf dem Markt. 2001 folgten mehrere Live-Auftritte (unter anderem bei VIVA). In der Netzparade vom Radiosender DASDING war die Band mit dem Song Losing Myself mehrere Wochen in den Top 10 vertreten. 2004 produzierte die Band ihre zweite EP PL 7. Der Song Mr. Perfect hielt sich über 6 Monate in den Top 3 der Netzparade von Dasding auf und wurde zu einem der beliebtesten Songs des Jahres 2005 gewählt. Die Band schaffte es ins Förderprogramm des John Lennon Talent Awards 2005/2006 und spielten beim Taubertal-Festival unter anderem mit Mando Diao, Oomph!, Silbermond, H-Blockx, Die Happy, Revolverheld und Clawfinger.
2006 veröffentlichte die Band mit New Generation ihre dritte EP. Das Musikvideo zum Song Mr. Perfect gewann den 2. Platz beim Animago Award, wo man sich Depeche Mode geschlagen geben musste. Das Video gewann beim Deutschen Rock- und Poppreis 2006 in den Kategorien Best Rocksong und Best Video, zudem gewann die Band den Preis Best Rockband.
2009 war die Band im Finale bei MyVideo MusicStar mit dem Video Mr. Perfect vertreten, wo sie den 2. Platz belegte und dadurch 5000 Euro von SellaBand gewann. Neal Murphy verließ die Band im Juni 2009. 2011 gab die Band ihre Auflösung bekannt.

## Auszeichnungen
- Top-10-Aufenthalt bei der Netzparade von DASDING mit dem Song Losing Myself
- Der Song Mr. Perfect hielt sich 2005 über sechs Monate in den Top 3 bei DASDING auf
- Förderprogramm John Lennon Talent Award 2005/2006
- 2006: 2. Platz beim Animago Award
- 2006: 2. Platz beim Deutschen Rock- und Poppreis[3] (zudem zwei erste Plätze in den Kategorien Bestes Musikvideo und beste New Metal Band)[4]
- 2009: 2. Platz bei MyVideo MusicStar

## Diskografie

### EPs
- 1998: Good Times
- 2004: PL 7
- 2006: New Generation

### Alben
- 2010: Personal Diary